# Brian Johns
Brian Francis Johns AO (Gordonvale, Queensland, 6 de maig de 1936-Sydney, Nova Gal·les del Sud, 1 de gener de 2016) va ser un periodista australià, director general de la Australian Broadcasting Corporation (ABC) entre 1995 i 2000.

## Biografia
Johns va néixer el 1936 a Gordonvale, Queensland, i es va traslladar amb la seva família a Sidney el 1947. En la dècada de 1960 va treballar com a periodista en els diaris The Australian i The Sydney Morning Herald (SMH), també va escriure per a la revista The Bulletin.
El 1979, es va unir a Penguin Books com a director editorial. Va ser director general del Special Broadcasting Service (SBS) entre 1987 i 1992, i de la Australian Broadcasting Corporation (ABC) entre 1995 i 2000.
El 1988 va ser nomenat oficial de l'Ordre d'Austràlia (AO). Johns va morir de càncer l'1 de gener de 2016 a l'hospital de Sidney.